# Палдиски (станция)
Па́лдиски (эст. Paldiski raudteejaam) — железнодорожная станция в городе Палдиски на электрифицированной линии Таллин — Кейла — Палдиски. Находится на расстоянии 48 км от Балтийского вокзала.
На станции Палдиски расположен один низкий перрон. Станция является конечной остановкой западного направления. Из Таллина в Палдиски пассажирский поезд идёт 58—60 минут.

## Фотогалерея

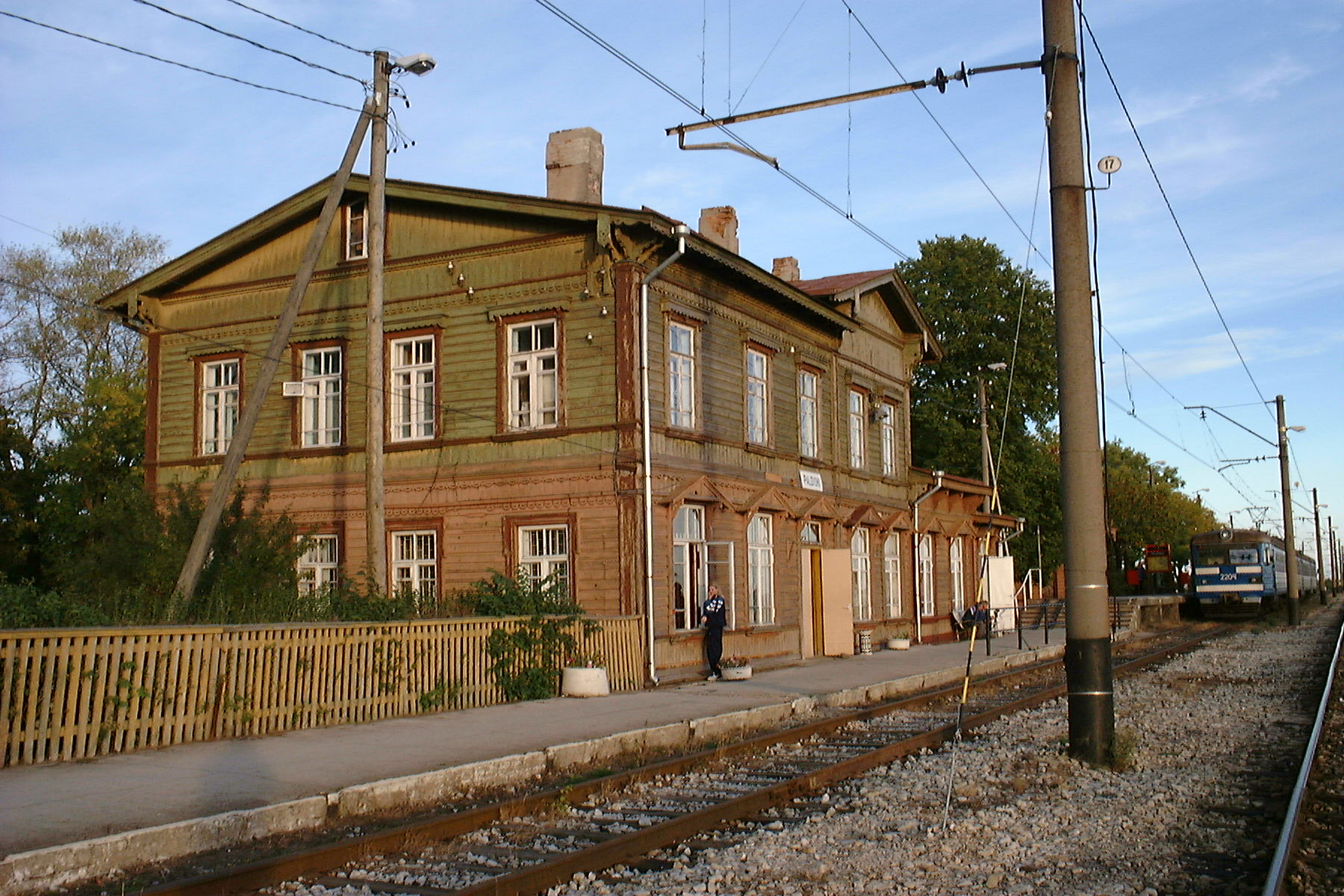
В 1999 году
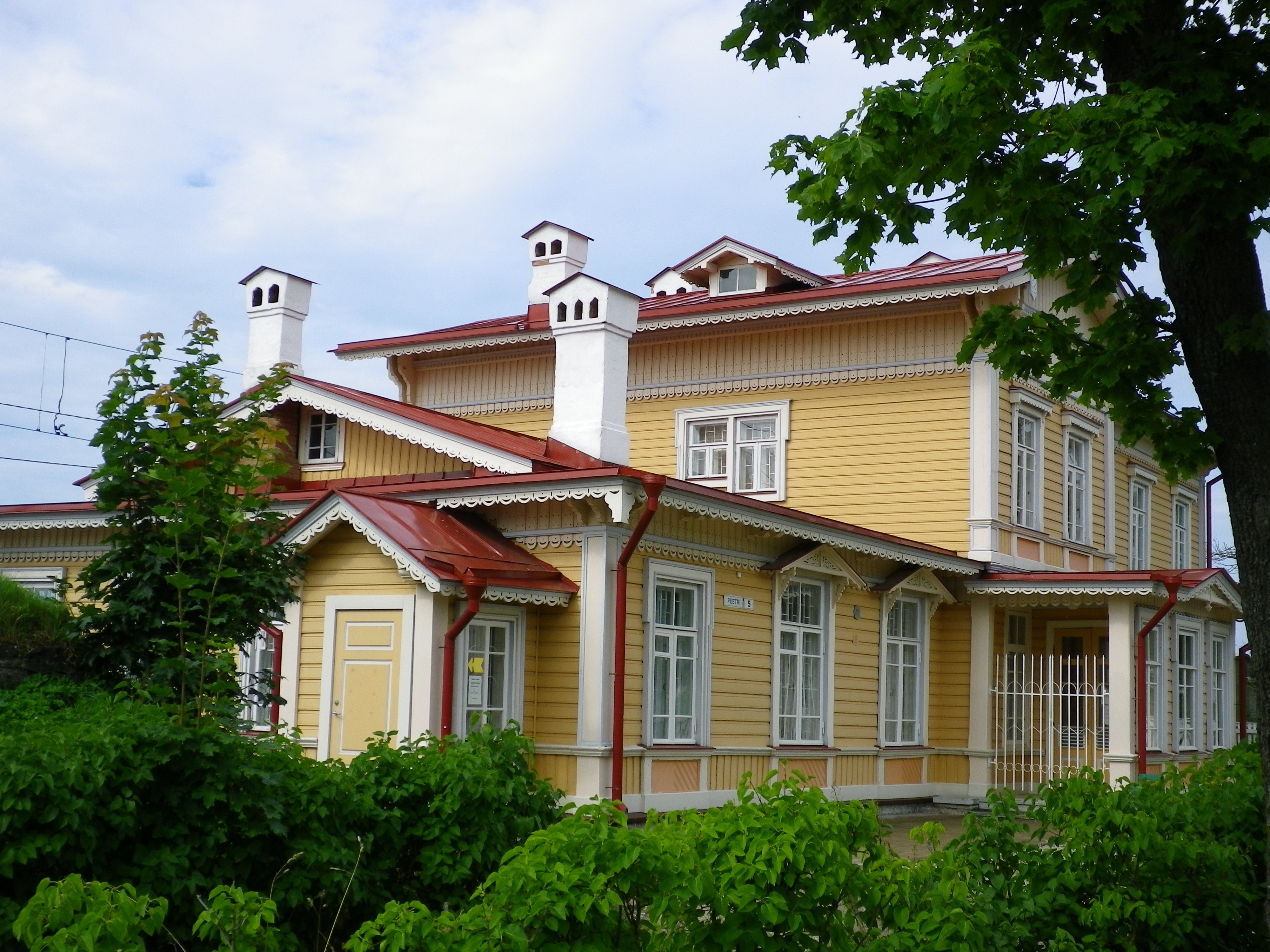
Вокзал в 2010 году
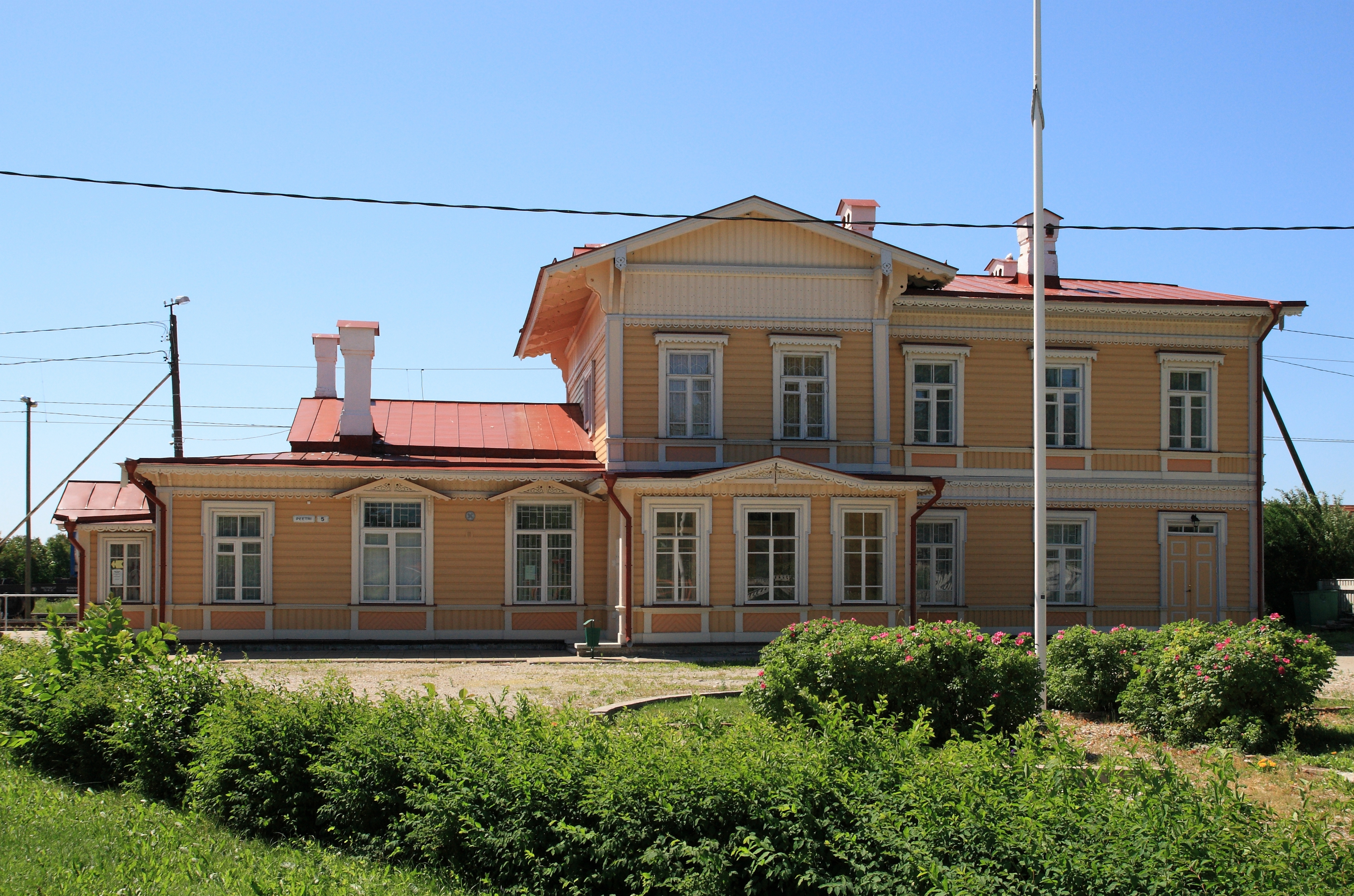
Вокзал в 2011 году
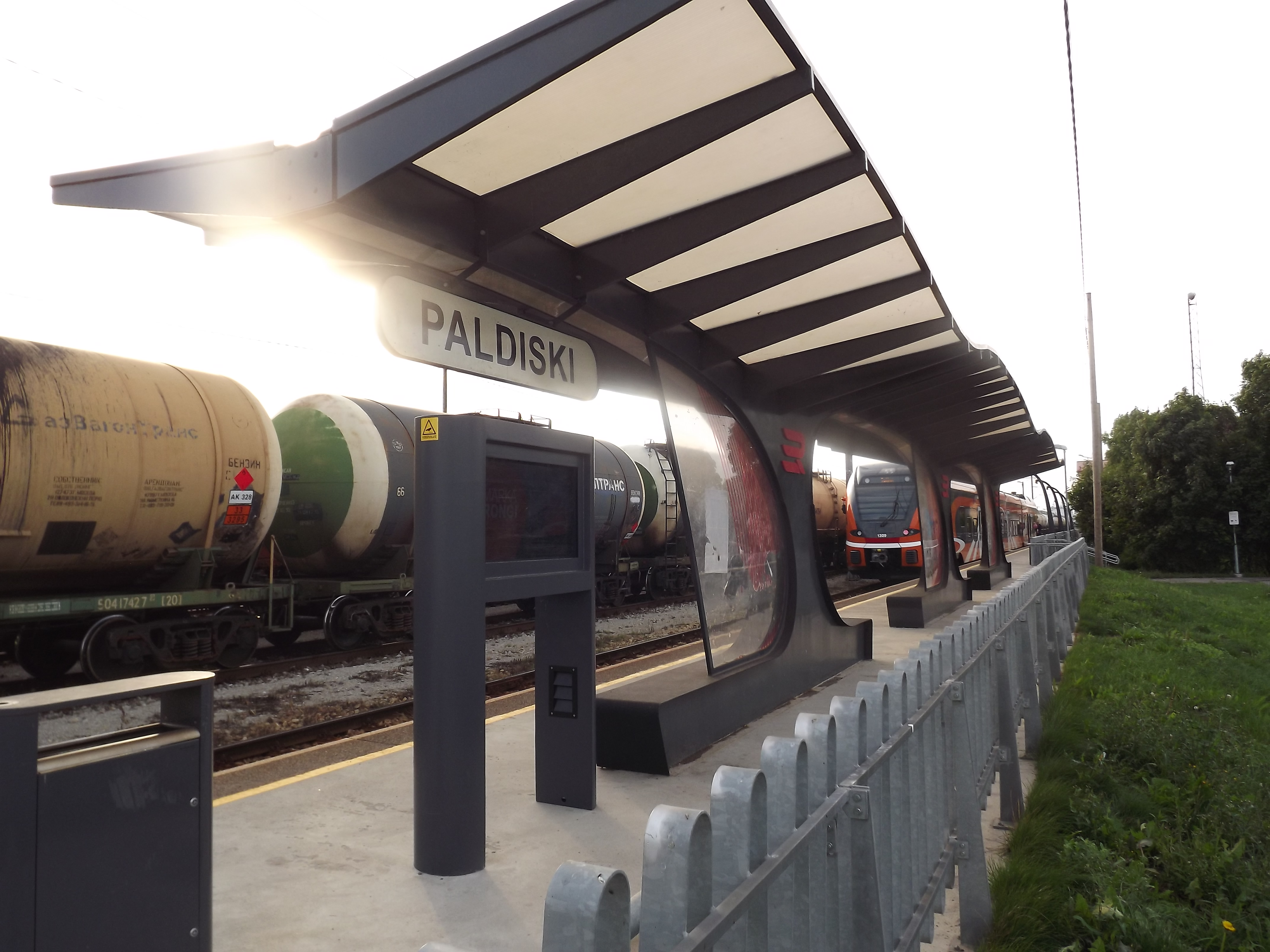
Перрон
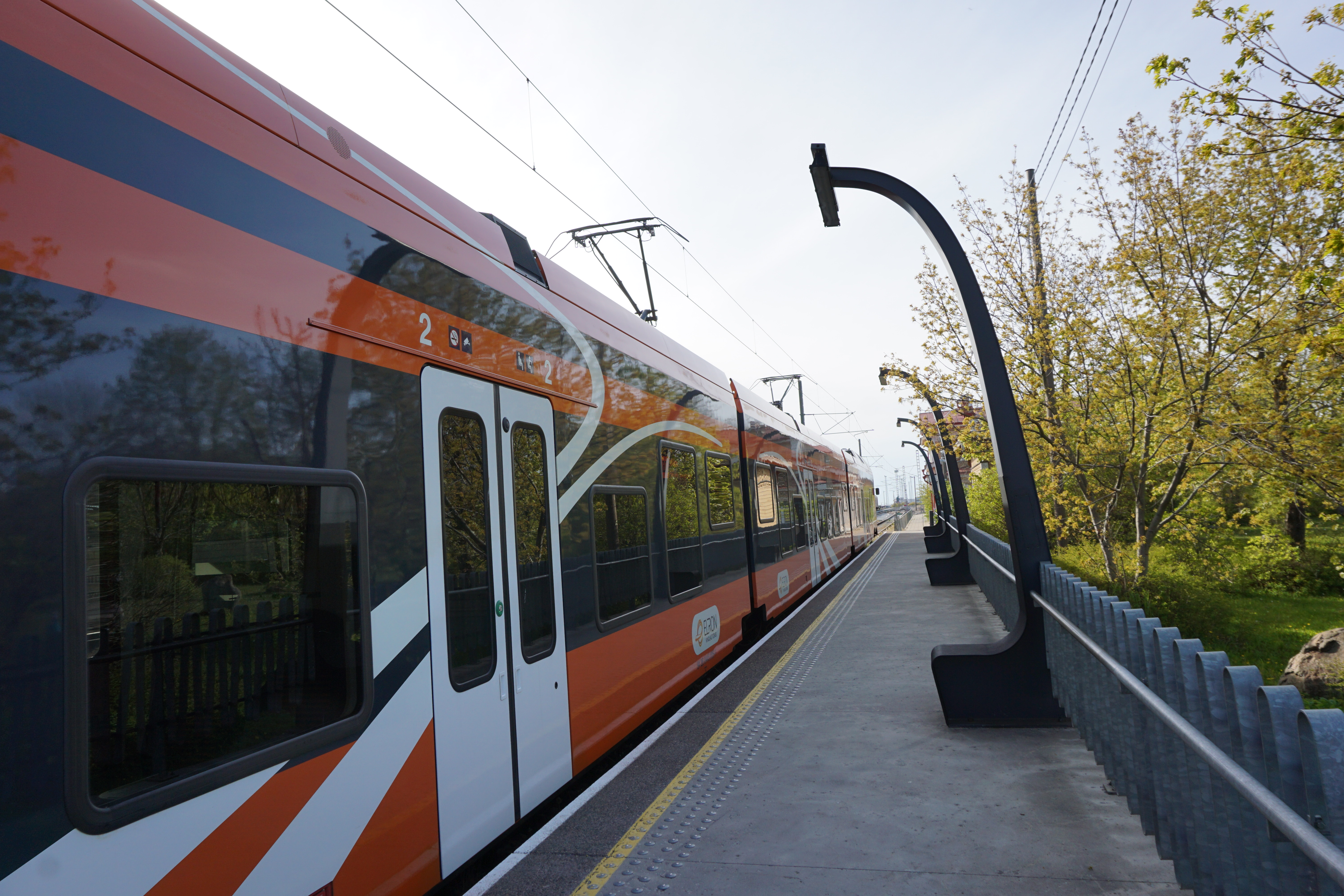
Перрон
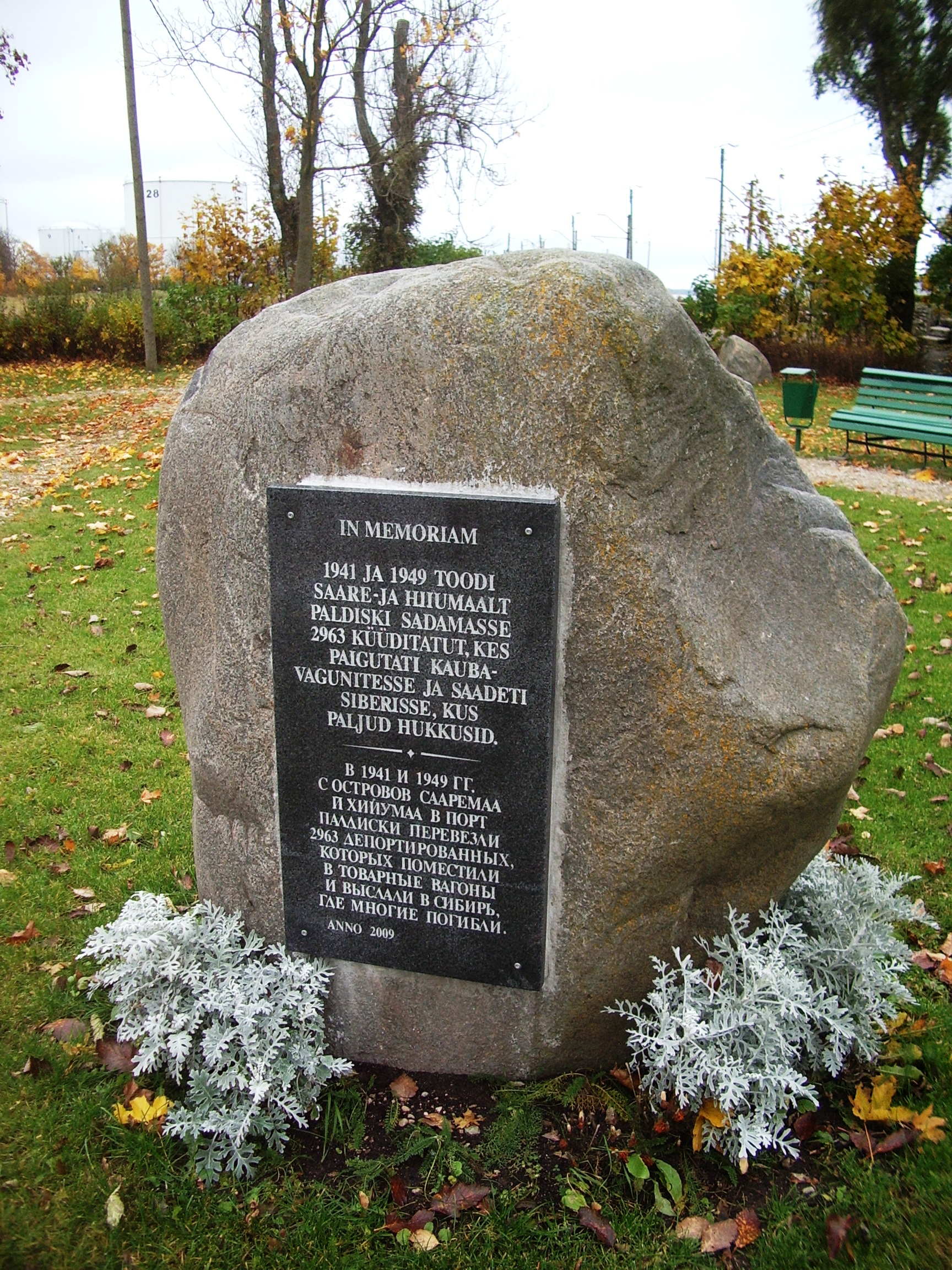
Мемориальный камень